# Korytná
Korytná (en allemand : Koritna) est une commune du district d'Uherské Hradiště, dans la région de Zlín, en Tchéquie. Sa population s'élevait à 935 habitants en 2020.

## Géographie
Korytná se trouve à 19 km à l'est-sud-est d'Uherské Hradiště, à 32 km au sud de Zlín, à 83 km à l'est-sud-est de Brno et à 266 km au sud-est de Prague.
La commune est limitée par Nivnice au nord, par Suchá Loz à l'est, par Strání au sud et par Horní Němčí à l'ouest.

## Histoire
La première mention écrite du village date de 1331.